# Carlos Cuevas
Carlos Cuevas (Montcada i Reixac, 27 december 1995) is een Spaans acteur.

## Biografie
Cuevas begon als 5-jarige al te acteren in reclamespot. In 2002 maakte hij al zijn filmdebuut in La mujer de hielo. In 2005, toen hij amper negen jaar was speelde hij de rol van Biel Delmàs in de Catalaanse tv-serie Ventdelplà, die tot 2010 liep. 
Na nog enkele rollen had hij als volwassen acteur een grote doorbraak in Merlí. De serie was zo populair dat ze gedubd werd in het Spaans zodat ze ook in de rest van het land te zien was. In 2019 kreeg de serie een spin-off, Merlí: Sapere Aude, die ook op Netflix te zien is. In 2020 speelde hij in de driedelige minireeks Alguien tiene que morir, die ook voor Netflix gemaakt werd. In 2022 speelde hij de hoofdrol Álex in de serie Smiley. 